# Red Discs
Red Discs は、芸能プロダクションアミューズに所属する日本の女性4人組ダンス＆ボーカルユニット COLOR の 1st アルバム。

## 概要
- 4th シングルの One and Only まで収録されている。

## CD
1. DOUBLE OR NOTHING
作詞：サエキけんぞう、作曲・編曲：KC HARMONY)
フジテレビ系ドラマ 『らせん』 (岸谷五朗主演) 挿入歌
2. Why? (FUNKY VERSION)
作詞：戸沢暢美、作曲：KIM, CHANGHWAN、編曲：KIM, WOOJIN)
3. One and Only
作詞：岩里祐穂、作曲：KIM, CHANGHWAN、編曲：KIM, WOOJIN)
テレビ朝日系 『ラボ・らぼーん』 エンディングテーマ
4. Love Pains
作詞：田中花乃、作曲：KIM, CHANGHWAN、編曲：KIM, WOOJIN)
5. イタイトキメキ
作詞：阿部真理子、作曲：KIM, CHANGHWAN、編曲：KIM, WOOJIN)
6. Save me
作詞：H.U.B.、作曲：KIM, CHANGHWAN、編曲：KIM, WOOJIN)
7. 赤いkiss
作詞：H.U.B.、作曲：KIM, CHANGHWAN、編曲：KIM, WOOJIN)
8. 恋より大事なものはない
作詞：阿部真理子、作曲・編曲：KC HARMONY)
9. 言わないでね (HOUSE VERSION)
作詞：こなかりゆ、作曲：KIM, CHANGHWAN、編曲：KIM, WOOJIN)
10. One and Only (ALBUM VERSION)
11. DOUBLE OR NOTHING (HIP HOP MIX) featuring MICHAEL CHOI
BONUS TRACK
12. Why? (DISCO VERSION)
BONUS TRACK
よみうりテレビ・日テレ系アニメ 『金田一少年の事件簿』 オープニングテーマ